# 北海道道56号本別浦幌線
北海道道56号本別浦幌線（ほっかいどうどう56ごう ほんべつうらほろせん）は、北海道本別町を起点に浦幌町を南北に結ぶ道道（主要地方道）である。

## 概要

### 路線データ
- 起点：北海道中川郡本別町南3丁目（国道242号交点）
- 終点：北海道十勝郡浦幌町字万年（国道38号交点）
- 総延長：40.059 km[1]
- 実延長：37.340 km[1]
- 重用延長：2.719 km[1]

## 歴史
- 1957年（昭和32年）7月25日 - 298号として路線認定[2]。
- 1993年（平成5年）5月11日 - 建設省から、道道本別浦幌線が本別浦幌線として主要地方道に指定される[3]。
- 1994年（平成6年）10月1日 - 路線番号を56号に変更[4]。

## 路線状況

### 重複区間
- 国道274号：本別町南3丁目 - 浦幌町字貴老路
- 北海道道597号十弗浦幌線：浦幌町字幸町 - 浦幌町字住吉町

### 主な橋梁・トンネル・峠
- 本別大坂 = 本別町共栄（国道274号重用区間）
- 仁生橋（仁生川 = 浦幌川支流）= 浦幌町字富川
- 中川橋（浦幌川）= 浦幌町字美園 - 浦幌町字活平
- 観音トンネル = 浦幌町字活平 - 浦幌町字留真 (211 m)

## 地理

### 通過する自治体
- 十勝総合振興局
  - 中川郡本別町
  - 十勝郡浦幌町

### 交差する道路
本別町
- 国道242号 - 南3丁目（起点）

浦幌町
- 国道274号 - 貴老路
- 北海道道974号東台留真線 - 留真
- 北海道道947号留真線 - 留真
- 北海道道500号音別浦幌線 - 常室
- 北海道道413号浦幌停車場線 - 幸町
- 北海道道597号十弗浦幌線 - 幸町、住吉町（重複）
- 国道38号 - 万年（終点）

### 沿線にある施設など
浦幌町
- 浦幌町上浦幌支所